# Brian Fortune
Brian Fortune  es un actor irlandés.

## Carrera
Es conocido por su papel de Othell Yarwyck en la serie Game of Thrones.
Ha aparecido en numerosas series y películas, incluyendo Wrath of the Crows (2013) y A Nightingale Falling (2014). También protagonizó Christian Blake (2008), The Inside (2012) y Cold (2013). Hizo del personaje principal en The Last Show (2015).

## Filmografía

### Películas
| Año  | Título                       | Papel                  |
| ---- | ---------------------------- | ---------------------- |
| 2005 | Hill 16                      | Señor Brady            |
| 2008 | Christian Blake              | Dr. Rush               |
| 2010 | Shackled                     | Jim McDonald           |
| 2012 | The Inside                   | Eamo                   |
| 2013 | Wrath of the Crows           | Hugo                   |
| 2013 | An Irish Exorcism            | Padre Byrne            |
| 2013 | Cold                         | John Maguire           |
| 2013 | How to Be Happy              | Larry                  |
| 2014 | A Nightingale Falling        | Tom Nolan              |
| 2015 | The Last Show                | El Director            |
| 2015 | Spider's Trap                | Señor Carter           |
| 2016 | Model Hunger                 | Colin                  |
| 2016 | The Secret Scripture         | Psiquiatrista analista |
| 2016 | Soulsmith                    | Terry                  |
| 2018 | The Professor and the Madman | Miembro del parlamento |

### Televisión
| Año       | Título          | Papel          | Notas                |
| --------- | --------------- | -------------- | -------------------- |
| 2011–2016 | Game of Thrones | Othell Yarwyck | 14 episodios         |
| 2012      | Cuckoo          | Brendan        |                      |
| 2015      | Vikingos        | Noble herido   | 1 episodio ("Paris") |